# 日本とグレナダの関係
日本とグレナダの関係（にほんとグレナダのかんけい、英語: Japan–Grenada relations）では、日本とグレナダの関係について概説する。
グレナダは隣国と同様、アメリカ合衆国や旧宗主国であるイギリス、カリブ共同体（CARICOM）、カリブ諸国連合（ACS）、東カリブ諸国機構（OECS）との関係性を重視しており、二国間外交は緊密とは言えない。ただし、日本はカリブ共同体との関係強化を図っており、それを通じた結びつきは強い。

## 両国の比較
|             | グレナダ                   | 日本                           | 両国の差                   |
| ----------- | -------------------------- | ------------------------------ | -------------------------- |
| 人口        | 11万2003人（2019年）       | 1億2626万人（2019年）          | 日本はグレナダの約1127.3倍 |
| 国土面積    | 340 km²                    | 37万7972 km²                   | 日本はグレナダの約1111.7倍 |
| 首都        | セントジョージズ           | 東京都                         |                            |
| 最大都市    | セントジョージズ           | 東京都区部                     |                            |
| 政体        | 立憲君主制                 | （民主制）議院内閣制           |                            |
| 公用語      | 英語                       | 日本語                         |                            |
| 国教        | なし                       | なし                           |                            |
| GDP（名目） | 12億1060万米ドル（2019年） | 5兆819億6954万米ドル（2019年） | 日本はグレナダの約4197.9倍 |
| 地図        |                            |                                |                            |

## 歴史
1974年2月7日、イギリスからのグレナダ独立と同時に日本はこれを承認。翌年の1975年4月11日には外交関係が樹立されて、在ベネズエラ日本国大使館が同国を兼轄するようになった。1979年12月より、兼轄先は在トリニダード・トバゴ日本国大使館に移動。一方、グレナダ側は駐日大使館や領事館未設置である。
1983年、当時グレナダの首相であったモーリス・ビショップが急進的なレーニン主義者らによって監禁され、後に軍によって処刑されるクーデターが発生した。それによりアメリカ合衆国主導で隣国がグレナダ侵攻を行い、国際的な注目を集めた。日本国内でも衆議院に対し同盟国アメリカのグレナダ侵攻の是非に関する質問書が寄せられるなど、注目を集めている。
2019年、令和の即位礼正殿の儀に於いて、日本は政府が国家として承認し、尚且つ国交のある (内戦状態にあったシリアを除く) 195ヵ国に対して招待状を送った。多くの国が国家元首クラスや三権の長、閣僚級の要人、或いは駐日大使を派遣し、参列した。その中で誰一人として派遣しなかった12の国の内の一つである。先述の通り駐日大使は存在しないが、同じく駐日大使のいないブルンジは外務大臣を派遣するなど駐日大使が存在しない国でも誰かしらを派遣している国も多い。

## 現況

### 要人往来

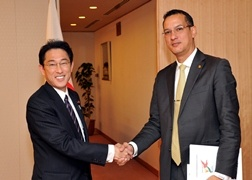
日・グレナダ外相会談（2014年）

グレナダを訪問した日本要人は牧野たかおや岡本三成といった外務大臣政務官が多く、大臣級の往来はない。一方、グレナダの要人としては独立後まもなくの1976年に当時首相であったエリック・ゲイリーが初訪日。その後、いくつかの政変を経て1996年7月と2005年1月には首相キース・ミッチェルが訪日、さらには2014年7月にトリニダード・トバゴで当時総理大臣であった安倍晋三と懇談会を実施するなど、日本との関係強化に努めている。

### 援助・経済・文化面
環境・防災・水産面では両国ともに島国かつ災害大国である事から、強い協力関係にある。支援についての多くは特に水産で、漁業施設建設計画、魚市場建設計画、水産物流通等への協力が実施されている。また、グレナダは他のカリブ諸国同様にハリケーンなどの災害に脆弱である事から、防災・インフラへの支援も実施されている。2004年9月にはハリケーン・アイバンがグレナダに襲来し、日本は二度にわたる緊急物資援助の供与とハリケーン被害者自立支援プロジェクトを行った。環境面では、グレナダ首相のキース・ミッチェルから、地熱・太陽光など再生エネルギー分野における日本の技術への期待を寄せられている。なお、2016年までの日本の累計グレナダ援助額は70億円を超えており、日本は最大のグレナダ開発援助国である。
グレナダの2019年対日輸出はわずか208万円、対日輸入は9.1億円であり、グレナダは大幅な赤字貿易を記録している。輸出品としては原動機が挙げられるほか、少量だがカカオの供給国でもある。一方で輸入品は自動車関連製品となっている。
文化交流としては、2020年東京オリンピックでは鹿児島県の沖永良部島知名町がグレナダ代表選手のホストタウンとなっており、それに先駆けて2019年には知名町に四人のグレナダ―アーティストが来訪、グレナダ文化の紹介や小規模な公演会が行われた。